# 健全財政
健全財政（けんぜんざいせい）とは、財政がその目的とする機能である「資源配分機能」と「所得再分配機能」と「経済の安定化機能」の三つをしっかりと持続的に果たしている状態である。

## 財政が果たすべき三機能の具体的内容
資源配分機能について
民間の経済活動だけでは満たせない公共的な需要を満たすために行なう資源配分の機能である。公共的な需要とは、ダムや堤防などの社会資本のように対価を支払わない者も利益を得てしまうので民間の経済活動には適さない分野や、警察や国防や水道のように民間に任せたのでは国家の安定が損なわれる危険がある分野や、道路や鉄道のようなインフラストラクチャーですべてが結合していた方が効率が良くなるが、すべてを結合してしまい特定の民間事業者に独占されると不都合な分野における需要である。このような公共需要を満たすために供給されるものは、公共財・サービスであるので、資源配分機能とは公共財・サービスの供給機能とも言える。
所得再分配機能について
政府の収入と支出を通じて、個人間の所得の格差が一定範囲内に収まるように調整する機能である。具体的には、所得税や相続税における累進課税等により高額所得者や相続財産の大きい人にはより重く課税し、低所得者や相続財産の小さい人にはより軽く課税する。そして、支出においては生活保護費、年金などの社会保障給付などにおいて低所得者や心身障碍者等により多くの経費を振り向ける。消費税は低所得者ほど負担が重くなる逆進性があるので、所得再分配機能とは逆行するものである。
経済の安定化機能について
好況・不況という景気の変動をできるだけ少なくしながら安定的に経済成長をすることで、世界における自国の経済的地位および経済的地位の基礎となる軍事的地位の維持・向上を安定的に実現する機能である。景気の良いときは、個人や法人（会社）の経済活動は活発となり、利益（所得）が多くなる。利益が多くなると累進課税制度等により税金の負担額も増えるため、その分投資や消費にまわる資金が減ることから，景気の過熱に自動的にブレーキがかかる。逆に景気の悪いときは，経済活動は冷えこみ、利益（所得）が少なくなる。利益が少なくなると累進課税制度等により税金の 負担額も減るため、その分投資や消費にまわる資金が増えることから、景気の落ち込みを緩める。不況の時には政府支出の増加や減税を実行して経済全体の需要を増やし、逆に景気が過熱している時にはできるだけ政府支出を削減したり増税をする。

## 財政が果たすべき機能の実現と財政破綻回避の関係
財政破綻とは
政府が債務不履行に陥ることである。すなわち、政府が対外債務（国債、地方債のこと）の利払いや、元本償還ができなくなったことである。
財政破綻をもたらす条件
政府が自国以外の通貨建てで国債を発行している状態で、その国債の利払いや元本の償還のための収入が通貨発行益および税収等でも国有財産売却でも不足する事態になった場合（これは、「政府が自国通貨建ての国債を発行している限りは政府は財政破綻しない」という事の裏返しである）。
財政の果たすべき三機能の実現は財政破綻をもたらすのか?
財政の果たすべき三機能を実現して財源不足が発生しても、不足する財源を政府が政府貨幣または自国通貨建ての国債を発行して賄っている限りは財政破綻をもたらさない。

## 財政の健全度を測る定量指標
財政の果たすべき三機能の実現度合いを測る定量指標
資源配分機能は公共財・サービスの供給機能でもあるので、公共財・サービス供給機能の評価指標として「土地の価格」を使う事ができる。これは、ヘドニック・アプローチと呼ばれるものであり、「その土地に投入された公共財・サービスの価値が高いほど、その土地の価格が高くなる」という考え方によるものである。所得再分配機能の評価指標としては「ジニ係数」がある。ジニ係数は、所得の分布につい て、完全に平等に分配されている場合と比べて、どれだけ偏っているかを、0から1までの数値で表したものである。仮に完全に平等な状態であれば、 ジニ係数は0となり、1に近くなるほど不平等度が大きくなる。日本はジニ係数が増加しつつある。経済の安定化機能の実現度合いを測る定量指標としては、「景気動向指数」と「実質経済成長率」がある。基礎的財政収支の値は財政の健全度を測る定量指標にはならない。税収を最大化するとともに政策的経費の支出を最小化する事でプライマリーバランス黒字化を実現するならば、無政府状態の貧民国をもたらすので、財政の目的とする機能である「資源配分機能」と「所得再分配機能」と「経済の安定化機能」の３つとも全く果たせなくなり、財政の健全度は最悪の値となる事からも、それは明らかである。

## 健全財政に関する現行法
財政法第4条1項：「国の歳出は、公債又は借入金以外の歳入を以て、その財源としなければならない。但し、公共事業費、出資金及び貸付金の財源については、国会の議決を経た金額の範囲内で、公債を発行し又は借入金をなすことができる。
財務省設置法第3条1項：「財務省は、健全な財政の確保、適正かつ公平な課税の実現、税関業務の適正な運営、国庫の適正な管理、通貨に対する信頼の維持及び外国為替の安定の確保を図ることを任務とする。」